# Герб комуни Ландскруна
Герб комуни Ландскруна (швед. Landskrona kommunvapen) — символ шведської адміністративно-територіальної одиниці місцевого самоврядування комуни Ландскруна.

## Історія
На печатці XV століття місто Ландскруна мала зображення відкритої корони. Королівський привілей королеви-регентки Ядвіги Елеонори 1663 року надає герб з чотирьох полів.
Сучасний дизайн герба було розроблено також для міста Ландскруна. Він отримав королівське затвердження 1953 року.    
Після адміністративно-територіальної реформи, проведеної в Швеції на початку 1970-х років, муніципальні герби стали використовуватися лишень комунами. Цей герб був 1971 року перебраний для нової комуни Ландскруна.
Герб комуни офіційно зареєстровано 1974 року.

## Опис (блазон)
Щит розтятий і перетятий, у першому синьому полі — золота закрита корона, у другому срібному полі спинається червоний коронований лев з піднятим мечем у правиці та зеленою пальмовою гілкою у лівиці, у третьому срібному полі по синій хвилястій основі з двома срібними хвилястими балками пливе між двома червоними стовпами такий же вітрильник, у четвертому синьому полі — золотий ріг достатку з монетами.

## Зміст
Королівська корона свідчить про особливий інтерес державної влади до міста. Лев у символізує силу для захисту та оборони. [вітрильне судно|Вітрильник]] вказує на торгівлю та гарну природну гавань, що призводить до розквіту міста та багатства, як представляє ріг достатку.
У великому гербі щит увінчує золота відкрита корона. Його підтримують щитотримачі: праворуч — Пруденція (Розсудливість) у срібній одежі, тримає в одній руці змію, а в іншій дзеркало; ліворуч — Юстиція (Правосуддя) у срібній одежі, тримає в одній руці меч, а в іншій ваги.